# Казанцев, Евгений Фёдорович
Евгений Фёдорович Казанцев (13 февраля 1951 — 15 Сентября 2003) — бас-гитарист, выступавший в советских ВИА и рок-группах. По образованию дирижёр-хоровик.

## Биография
С 1972 по 1974 год работал в ансамбле «Весёлые ребята», в котором пел и играл на бас-гитаре.
В 1981 году стал одним из участников оригинального состава группы «Карнавал», но из-за материальных трудностей вынужден был вернуться в «Весёлые ребята».
В феврале 1994 года у Казанцева был обнаружен туберкулёз, от которого он умер 15 сентября 2003 года.

## Участие в коллективах
1966—1967 — ансамбль «Современники» Донецкой филармонии 

1968, 1970 — «Новый электрон» 

1972—1974 — «Весёлые ребята» 

1975—1978 — «Голубые гитары» 

1978 — 1979 — «Самоцветы» 

1979 — 1981 — «Карнавал» 

1981 — 1982 — «Весёлые ребята» 

1982 — аккомпанирующий состав Иосифа Кобзона 

1982—1984 — «Рецитал» 

1984 — «Карнавал» 

1985 — аккомпанирующий состав Владимира Кузьмина 

1986 — аккомпанирующий состав Алексея Романова 

1987—1990 — СВ 

1990 — 1991 — трио Романов-Казанцев-Китаев 

1993—1996 — «Звуки Му», «Мамонов и Алексей»
1997 — «Умка и Броневичок» в студии MMS